# Jeanne Benameur
Pour les articles homonymes, voir Benameur.
Jeanne Benameur est une écrivaine française née le 12 juillet 1952 à Aïn M'lila en Algérie d'un père tunisien et d'une mère italienne. Jeanne Benameur a trois sœurs et un frère.

## Biographie
Jeanne Benameur est née le 12 juillet 1952 à Aïn M'lila en Algérie d'un père tunisien et d'une mère italienne. Dernière d'une famille de cinq enfants — elle a trois sœurs et un frère — elle passe de l'Algérie à la France métropolitaine avec sa famille en raison des violences liées à la guerre d'Algérie. Elle a cinq ans et demi quand elle arrive à La Rochelle. Deux langues ont bercé son enfance : l'arabe, langue maternelle de son père mais également celle de son premier environnement, et le français. Elle réintroduit les sonorités et les rythmes de ces langues dans son écriture. Elle sait déjà écrire et lire.
Très tôt, elle écrit « de petites histoires, des contes, des pièces de théâtre », des poèmes. Elle suit les cours du conservatoire d'art dramatique puis elle effectue des études de lettres à Poitiers, où elle suit aussi des cours de philosophie et d'histoire de l'art. Elle est pendant un temps élève du conservatoire de chant. Après l'obtention du CAPES, elle est professeure de lettres : d'abord à Mauzé-sur-le-Mignon, puis en banlieue parisienne. Ce n'est qu'à partir de 2000 qu'elle se consacre entièrement à l'écriture. Elle a publié pour la première fois en 1989 aux Éditions Guy Chambelland des textes poétiques, puis chez divers éditeurs : d'abord chez Denoël en littérature générale, et, depuis 2006, chez Actes Sud. Pour la littérature jeunesse, elle publie aux éditions Thierry Magnier. Elle a été également directrice de collection chez Actes Sud junior pour la collection D'Une Seule Voix et chez Thierry Magnier pour Photoroman jusqu'en septembre 2013.
Elle se distingue sur la scène littéraire avec Les Demeurées qui reçoit en 2001 le prix Unicef. Puis, c'est le prix du centre du Livre Poitou Charentes pour Laver les ombres en 2007 ; les prix Paroles d'encre, le prix du Rotary et le prix du Roman d'entreprise pour Les Insurrections singulières en 2011. En 2013, Profanes reçoit le grand prix RTL-Lire.
Parallèlement à son travail d'écrivaine, elle anime régulièrement des ateliers d'écriture. Ceux-ci tiennent une grande place dans son parcours. Le travail en milieu carcéral avec des jeunes l'intéresse tout autant. En effet, ce lieu a une assez grande importance pour elle car son père a longtemps travaillé comme directeur de prison. Elle a également une passion pour les enfants. Elle est d'ailleurs membre d'une association, Parrains par mille, qui vient en aide aux jeunes en détresse.
Membre du jury du prix Fémina depuis 2023

## Sa littérature
Jeanne Benameur passe facilement de la littérature générale à la littérature pour la jeunesse. Elle écrit pour des âges très variés. Le choix du lectorat dépend. Par exemple, Les reliques ne peut pas figurer en secteur jeunesse car il aborde des sujets qui n'interpellent pas encore les jeunes lecteurs et lectrices. Alors que dans Si même les arbres meurent, il s'agissait d'une vraie question pour les enfants, les adolescents : comment continuer à aimer après la mort mais du côté parents, grands-parents. Tout cela est très subjectif et peut être discuté, il n'y a pas vraiment de règle.
Lorsqu'elle écrit elle ne pense pas au lecteur. Elle a besoin que ce qu'elle écrit sonne juste, car c'est elle la lectrice. C'est le désir de se transformer qui fait sa profonde nécessité d'écriture. L'écriture lui permet d'ouvrir d'autres espaces à l'intérieur d'elle-même et de voir le monde autrement et encore autrement même si c'est sur le même thème. Écrire lui permet de lui ouvrir de nouveaux horizons. Dans ses romans, la relation à l'autre est au fondement même de la narration.

Elle accorde une grande place à la psychanalyse. Dans une rencontre effectuée à l'académie de Créteil 2005, elle dit : 
« Mon pari est que si je suis transformée, mon texte transformera d'autres lecteurs puisqu'on est semblables. »
La psychanalyse lui a permis de mettre en forme par la parole ses émotions et donc de les travailler dans l'écriture. Elle lui a permis encore de faire le lien avec le partageable. Elle a cessé de se considérer comme un être original car nous sommes tous régis par une naissance, par une mort, nous possédons les mêmes sens pour appréhender le monde, une sexuation... Tous ces éléments font de nous des semblables, même si nous avons nos singularités, notre histoire, notre éducation, notre culture...

## Les Demeurées
En 2000, Jeanne Benameur publie un court récit intitulé Les Demeurées, dans lequel elle décrit l'entrée dans le langage d'une petite fille, nommée Luce, considérée par le village comme une demeurée. C'est l'institutrice du village, Mademoiselle Solange, qui se fait un devoir de faire accéder Luce au savoir, mais les résistances qu'elle rencontre lui feront perdre la tête et elle mourra dans un accident au moment où Luce lui aura donné le signe de reconnaissance qu'elle attendait. 
Jeanne Benameur joue dans ce roman sur la polysémie du titre. Trois sens peuvent - au moins -  peuvent être relevés : 1° la demeurée, c'est l'abrutie, celle qui est restée en deçà du savoir et du langage, et donc de l'intelligence (dans le début du récit, c'est Luce et sa mère, La Varienne); 2° demeurer, c'est rester à un endroit, et, dans le récit, c'est rester en deçà du savoir, en deçà de l'école, du langage, des mots, comme La Varienne, le premier jour d'école de sa fille, qui demeure devant la grille close; 3° la demeure, c'est la maison, le chez-soi, le lieu familier où l'on se sent en sécurité, et, pour Luce, c'est avant tout la proximité du corps de sa mère, où elle fait unité avec elle, où elle connaît ce qui est avant les mots, avant le langage, dans un savoir prélogique, un peu animal, mais savoir quand même, et que le langage va faire éclater.
Le personnage de Luce va « traverser » les trois significations du mot. D'abord elle sera la demeurée, comme sa mère, parce que l'enfant d'un demeuré est un demeuré (Folio, p. 48), mais peu à peu, malgré sa résistance, malgré son désir de demeurer hors des mots, de demeurer dans le giron de sa mère, les mots (en particulier le nom) enseignés par Mademoiselle Solange vont prendre vie, vont s'animer dans la tête de la petite fille, jusqu'à s'exprimer sur le mouchoir brodé au nom de Solange qui sera aussi la cause de la mort de l'institutrice. C'est alors que les paroles ne demeureront plus. Sur la terre, jour après jour, elles portent son souffle (Folio, p. 81, excipit), là où le langage est devenu une demeure, un chez-soi où vivre et s'épanouir. 
Les Demeurées propose, à travers l'histoire de Luce, une profonde réflexion sur l'apprentissage de la langue, des mots, envisagé non pas seulement comme la possibilité d'accéder à d'autres univers, mais d'abord comme une perte, comme une brisure dans l'unité primordiale de l'avant-langage. Et tout le parcours de Luce - et peut-être de tout un chacun, est de pouvoir retrouver dans les mots quelque chose de ce Paradis perdu. On retrouve dans le parcours de Luce le trajet de la connaissance dans la mystique chrétienne, de la connaissance par les simples à la connaissance par les saints, qui décrit aussi le parcours de la parole hors du stéréotype, du cliché, vers un (impossible) retour au monde.   
Elle a reçu en 2001 le prix Unicef pour son roman Les Demeurées (Denoël, 2000).   

## Ateliers d'écriture
Lorsqu'elle était « jeune professeur en milieu rural, avec des classes difficiles », elle passait des heures à corriger des rédactions qu'elle donnait aux élèves. Cela n'était pas utile pour eux car ça leur enlevait le goût d'écrire, raconte-t-elle. Elle a donc commencé à pratiquer des ateliers d'écriture avec Elisabeth Bing. En 1979, ses élèves de milieu rural venaient le mercredi après-midi spécialement pour l'atelier d'écriture. Lorsque les élèves sont très loin de la pratique de l'écriture, elle commence avec des ateliers d'imaginaire et de paroles. Elle part d'un groupe de mots, puis chacun accueille les images dans la parole. On se rend compte qu'avec les mêmes mots, chacun n'a pas les mêmes images, l'imaginaire de chacun est libre. C'est ensuite qu'on peut aborder l'atelier d'écriture. Son but est que les gens, au bout d'un moment, ne viennent plus à ses ateliers, qu'ils se confrontent eux-mêmes avec l'écriture, chez eux dans cette affaire solitaire. L'atelier d'écriture ne fait peut-être pas des écrivains, mais des lecteurs. Lorsque quelqu'un travaille ses propres mots, il a moins peur des mots des autres.

## Œuvres
Bibliographie établie

### Romans et nouvelles
- La Peine perdue, P. Olivier, 1991
- Samira des quatre-routes, ill. Catherine Lachaud, Flammarion-Père Castor, coll. Castor Poche junior, 1992, 137 p.
- Adil cœur rebelle, Flammarion-Père Castor, coll. « Castor Poche Sénior, », 1994, réédité en 1999 (ISBN 978-2-08-164562-2 et 2-08-164562-9)
- Pourquoi pas moi ?, ill. Robert Diet, Hachette Jeunesse, coll. Le livre de poche jeunesse, 1997 ; réédité en 2001 puis en 2008 et 2012
- Une histoire de peau, et autres récits, Hachette Jeunesse, coll. Le livre de poche jeunesse, 1997, 124 p.  : nouvelle édition : Gudule et Jeanne Benameur, Un bout de chemin ensemble. Une histoire de peau, Hachette Jeunesse, coll. Le Livre de poche jeunesse, 1997, 41 p. ; puis sous le titre Une histoire de peau et autres nouvelles, Thierry Magnier, coll. Nouvelles, 2012, 128 p.
- Ça t'apprendra à vivre, Paris, Seuil, coll. « Fiction Jeunesse », juin 1998, 128 p. (ISBN 2-02-028920-2) ; Denoël, 2003 ; Actes Sud-Lemeac, coll. Babel J, 2006 ; Actes Sud junior, coll. Babel, janvier 2007, 111 p. ; Actes Sud, coll. Babel, 2012

- Quitte ta mère, Paris, Éditions Thierry Magnier, coll. « Aller simple », avril 1998, 138 p. (ISBN 2-84420-000-1) ; coll. Roman, 2003
- Edouard et Julie c'est pour la vie, avec Alain Korkos, Thierry Magnier, coll. Roman, 1999, 80 p.
- Les Demeurées, Denoël, 1999 ; Gallimard, coll. Folio, 2002 ; A vue d'œil, 2014
- Le Petit Être, Illustrations Nathalie Novi, Thierry Magnier, 2000, 28 p.
- Si même les arbres meurent, Paris, Éditions Thierry Magnier, coll. « Roman », septembre 2000, 111 p. (ISBN 2-84420-086-9)

- Et si la joie était là ?, Paris, Éditions de La Martinière, coll. « Oxygène », octobre 2001, 112 p. (ISBN 2-7324-2775-6)
- Travaille, travaillons travaillez, Hachette Jeunesse, coll. Côté court, 2001, 59 p.
- Un jour, mes princes sont venus, Paris, Denoël, coll. « Roman », septembre 2001, 142 p. (ISBN 2-207-25250-7)
- La Boutique jaune, Paris, Éditions Thierry Magnier, coll. « Roman », avril 2002, 192 p. (ISBN 2-84420-161-X)
- Valentine remède, Thierry Magnier, coll. Petite poche, 2002, 46 p., puis 2015 ; nouv. édition : Les doigts qui rêvent, coll. P'ti rom' en braille, 2010
- Les Mots des autres, avec Arno Bertina, Patrick Bouvet, et al., FRMK, 2002
- Comme on respire, Paris, Éditions Thierry Magnier, coll. « Roman », novembre 2003, 48 p. (ISBN 2-84420-274-8) ; réédité en 2011
- Le Ramadan de la parole, in Des filles et des garçons : nouvelles, Thierry Magnier / Ni putes ni soumises, coll. Roman, 2003 ; puis édité par Actes Sud junior, coll. D'une seule voix, 2007
- Les Mains libres, Denoël, 2003 ; Gallimard, coll. Folio, 2006
- Prince de naissance, attentif de nature, illustrations Katy Couprie, Thierry Magnier, 2004, 25 p.
- Une heure, une vie, Thierry Magnier, coll. Roman, 2004 ; coll. Les incorruptibles, 2005 ; coll. Roman, 2006
- Les Reliques, Denoël, 2005 ; Actes Sud, coll. Babel, 2011
- Passagers : La tour bleue d'Etouvie, Le Bec en l'Air, 2006, 98 p.  (ISBN 2916073248) (avec des photos de Gaël Clariana, Mickaël Troivaux et Stephan Zaubitzer)
- Présent ?; Denoël, 2006 ; Gallimard, coll. Folio, 2008
- Le Ramadan de la parole, Actes Sud Junior, coll. « D'une Seule Voix », mars 2007 (ISBN 978-2-7427-6689-5 et 2-7427-6689-8)
- Laver les ombres, Actes Sud, 2008 ; coll. Babel, 2010 et 2015
- Les Insurrections singulières : roman, Arles, Actes Sud, janvier 2011, 180 p. (ISBN 978-2-7427-9530-7) ; coll. Babel, 2012
- Vivre c'est risquer, Thierry Magnier, 2012, 304 p. Réunit : Quitte ta mère ; Même si les arbres meurent ; La boutique jaune ; Une heure, une vie
- Une histoire de peau (recueil de nouvelles), Thierry Magnier, collection « Nouvelles », avril 2012, 128 p.  (ISBN 978-2-36474-076-1)
- Je vis sous l'œil du chien (suivi de) L'Homme de longue peine, Actes Sud-Papiers, 2012
- Profanes, Actes Sud, 2013, 208 p. ; coll. Babel, 2014 ; A vue d'œil, 2013 ; lu par Antoine Louvard, Thélème, 2013
- Je vis sous l’œil du chien suivi de L’Homme de longue peine, Arles, Actes Sud, janvier 2013, 48 p. (ISBN 978-2-330-01439-1)
- Pas assez pour faire une femme, Thierry Magnier, coll. Roman, 2013, 91 p. ; Actes Sud, coll. Babel, 2015
- Otages intimes, Actes Sud, 2015, 176 p.  (ISBN 978-2-330-05311-6), Prix du roman Version Fémina[9]
- L’Enfant qui, Actes Sud, 2017, 112 p.  (ISBN 978-2-330-07898-0)
- Ceux qui partent, Actes Sud, 2019, 240 p.  (ISBN 978-2-330-12432-8)
- La Patience des traces, Arles, Actes Sud, janvier 2022, 208 p. (ISBN 978-2330159856)
- Vivre tout bas, Arles, Actes Sud, janvier 2025, 208 p. (ISBN 978-2-330-20035-0)

### Essai
- Vers l'écriture. Langue commune, langue singulière, Actes Sud, 2025, 176 p.  (ISBN 978-2330201692)

### Poésie et théâtre
- Naissance de l'oubli, Guy Chambelland, 1987
- Fille d'Ulysse, France Culture, 1989 (théâtre)
- Sous la paupière d'Eurydice, France Culture, 1989
- Une bouffée de Lilas, Les Feuillets roses, 1991
- Petites rives. La Géographie absent. Notre nom est une île : Triptyque poétique, chorégraphique de Carol Vanni, Atelier de la danse J. Robinson, 1991
- L'Histoire, Les Feuillets roses, 1992
- Marthe et Marie, peintures Anne Slacik, L'Entretoise, 1999
- Notre nom est une île, Bruno Doucey, coll. "Embrasures", 2011
- Il y a un fleuve, Paris, Editions Bruno Doucey, coll. « Embrasures », juillet 2012, 60 p. (ISBN 978-2-36229-032-9)
- De bronze et de souffle, nos cœurs, Bruno Doucey, coll. « Passage des arts », 2014
- La Géographie absente, Bruno Doucey, 2017
- L'exil n'a pas d'ombre, Bruno Doucey, 2019
- Le pas d'Isis, Bruno Doucey, 2021

## Prix littéraires
- 1993 : Grand prix des jeunes lecteurs de la PEEP pour Samira des quatre-routes
- 2001 : prix UNICEF pour Les Demeurées
- 2001 : prix 12/17 (Brive-la-Gaillarde) pour Et même si les arbres meurent
- 2003 : prix Édouard-Leclerc du roman jeunesse pour La Boutique jaune
- 2006 : Prix du livre en Poitou-Charentes
- 2012 : Prix du roman d'entreprise pour Les Insurrections singulières
- 2013 : Grand prix RTL-Lire pour Profanes
- 2016 : Prix littéraire Jackie-Bouquin 2016[10] pour Otages intimes
- 2019: Prix coup de cœur du prix de poésie Vénus Khoury-Ghata pour L'exil n'a pas d'ombre

### Sources
(mai 2017).
- Thierry Guichard, "Jeanne Benameur. L'écriture contre les carcans", Anguille sous roche, Office du livre Poitou-Charentes, 1999, p. 4
- Patrick Feyrin, "Une femme qui écrit : Jeanne Benameur. Entretien", Citrouille, n°22, 1999, p. 2-5
- "Jeanne Benameur. L'écriture et l'émotion", Livres Jeunes aujourd'hui, n°11, 2001, p. 567-570
- Hélène Dumas Primbault, "Une porte ouverte sur le monde. Entretien avec Jeanne Benameur", Lunes, n°15, avril 2001, p. 39-45
- "Jeanne Benameur. Les silences au plus juste", Le Monde, 14 mai 2004, p. X
- Jean-Baptiste Coursaud, "Entretien avec Jeanne Benameur", Entretiens. Avec Jeanne Benameur, Shaïne Cassim, Arnaud Cathrine, Cedric Erard, Jean-Paul Nozière, Marie-Sabine Roger, Thierry Magnier, 2005, coll. Essais, p. 9-54
- Luc Cédelle, "Jeanne Benameur, présente !", Le Monde de l'éducation, n°349, 2006, p. 82-83
- Pascale Mignon, Marina Stéphanoff, "Jeanne Benameur. L'épreuve fertile du langage", interview, La lettre de l'enfance et de l'adolescence, n°64, février 2006, p.91-96 - lire en ligne (consulté le 12 août 2016)
- Sylvie Cède, Dominique Cénor, "Peur d'apprendre ? interview de Jeanne Benameur", à propos de son livre Les Demeurées, rencontre à la Bibliothèque de l'Éducation de l'IUFM de Lyon, 22 décembre 2006. - Lire en ligne sur le site Prof en campagne (consulté le 12 août 2016)
- Jeanne Benameur, "Mettre à l'œuvre", Le Français aujourd'hui, n°166, septembre 2006, p. 93-95 - lire en ligne (consulté le 12 août 2016)
- Anne Francou, "Zoom sur un écrivain; Entretien avec Jeanne Benameur", Savoirs CDI, juillet 2007 - lire en ligne(consulté le 12 août 2016)
- Bibliographie de Jeanne Benameur, établie par la BnF-Centre national du livre pour enfants, août 2015 - lire en ligne
- Annick Lorant-Jolly, « Jeanne Benameur : Les mots pour le dire », Secrets d’auteurs , hors-série n°2 de La Revue des livres pour enfants, Bibliothèque nationale de France / Centre national de la littérature pour la jeunesse, 2015, pp. 12-17.